# Muhammad Al Naqbi
Muhammad Al Naqbi (nacido el 20 de diciembre de 1998 en Ras al Jaima, Emiratos Árabes Unidos) es un fotógrafo emiratí especializado en fotografía de naturaleza. Al Naqbi ha ganado varios premios de fotografía de naturaleza.
Su trabajo ha aparecido en National Geographic Channel, Discovery Channel, BBC Wildlife, Smithsonian, y más.

## Educación
Al Naqbi se educó en Ras al Jaima, Emiratos Árabes Unidos, y aprendió fotografía profesional en el Instituto Internacional de Arte y Fotografía de los Emiratos Árabes Unidos (inglés: International Institute of Art & Photography, UAE).

## Vida personal
Actualmente, Muhammad Al Naqbi reside en los Emiratos Árabes Unidos.